# سفاح (جنس)

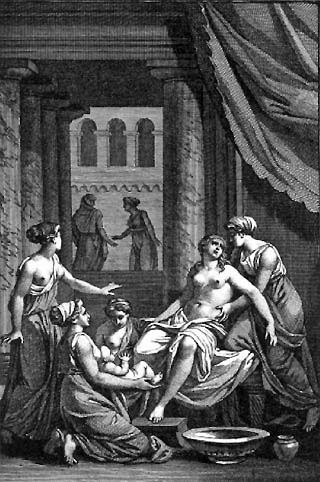

سِفاح أو الجنس خارج نطاق الزواج وهي عملية ممارسة علاقة جنسية من دون زواج، أو أن يقوم شخص متزوج بممارسة الجنس مع شخص أخر غير زوجته وتعتبر هذه الممارسة زنا وخطيئة في الأديان وتمنع ممارستها، إلا أن أهميتها تختلف بين الشعوب والحضارات في العالم وخصوصاً العلمانية منها، فيما تقوم مجتمعات أخرى بإعدام من يقوم بهذه الممارسات وأما في الإسلام يجلد إن كان غير متزوج وأما المتزوج يُرجَم حتى الموت .